# Los Angeles Lakers
Los Angeles Lakers je profesionalni košarkaški klub iz Los Angelesa, Kalifornije koji igra u NBA ligi. Lakersi svoje domaće utakmice igraju u Staples Centru kojeg dijele sa svojim lokalnim NBA rivalom, Los Angeles Clippersima, Los Angeles Kingsima iz NHL-a i Los Angeles Sparksima iz WNBA-a. Lakersi vladaju kao NBA prvaci nakon pobjede nad Boston Celticsima u finalu 2010. godine, rezultatom 4 — 3. Lakersi imaju 16 titula prvaka NBA lige. Lakersi su najvrijedniji NBA klub prema magazinu Forbes, koji im je procijenio vrijednost od 643 milijuna dolara.
Klub je osnovan 1947. godine kao Detroit Gems. Kasnije su počeli igrati u Minneapolisu, Minnesoti, nazivajući se Lakers, u čast nadimka države "Zemlja sa 10,000 jezera". Lakersi su osvojili pet prvenstava u Minneapolisu gdje su pokrenuli Centra Georgea Mikana koji je na službenoj stranici NBA opisan kao "prvi superstar". Nakon što su Lakersi upali u financijske probleme, preselili su se u Los Angeles 1959. godine.

## Suparništvo Los Angeles Lakersa i Boston Celticsa
Suparništvo između Boston Celticsa i Los Angeles Lakersa smatra se najvećim suparništvom dvaju tima iz NBA lige. Rivalstvo je bilo manje intenzivno u ranim 1990-ima tijekom igranja Magica Johnsona i Larryja Birda. Celticsi i Lakersi prvi put su se sastali u finalima 2008. od 1987. godine, a Celticsi su pobijedili 4 — 2.

## Vanjske poveznice
- Los Angeles Lakers — NBA
- Los Angeles Lakers — ESPN